# 알렉산더 매켄지 (정치인)
알렉산더 매켄지(Alexander Mackenzie, 1822년 1월 28일~1892년 4월 17일)는 캐나다의 자유당 정치인으로 채석공, 건축업자, 저자, 보험 관리이자 2대 총리(1873~1878)이다.

## 어린 시절
스코틀랜드 로기레트에서 알렉산더 매켄지 1세와 메리 스튜어트 플레밍에게 10명의 아들들 중 셋째로 태어났다. 그의 부친인 알렉산더 매켄지 1세는 목수였고, 부친이 1836년 52세의 나이로 사망하자 알렉산더 매켄지는 가족들을 부양하기 위해 채석공일을 수습받았다.
1842년 영국령 북아메리카에서 채석공들을 위한 충분한 일에 관한 소식을 들은 매켄지는 당시 캐나다 웨스트로 알려진 곳으로 이민을 떠났다. 그는 일반 건축업자로서 경력을 시작하여 킹스턴, 세인트캐서린스와 몬트리올에서 운하와 공공 건설 계획에 일하였다. 이후 매켄지는 모친과 6명의 생존한 형제들(3명은 초기에 사망)과 함께 성공적인 건축업자와 개발업자가 된 사니아에 정착하였다.

## 가족
1845년 매켄지는 스코틀랜드에서 이민을 온 헬렌 닐(Helen Neil)과 결혼하여 3명의 자식을 두었으나, 그 중 2명은 어린 나이에 요절하였다. 이후 1852년 헬렌이 사망하자, 다음해인 1853년 매켄지는 제인 심(Jane Sym)과 재혼하였으나 슬하에 자식은 두지 않았다.

## 편집자와 식민지의 정치인
매켄지는 캐나다 웨스트에 도착한 이후부터 줄곧 정치에 참여했다. 메켄지는 평등주의, 반 설립의 개혁 운동 등을 호소하였고, 그는 1851년 캐나다 연합의 입법 회의로 개혁가 조지 브라운의 선거를 결성하는 것을 도왔다. 1850년대 초반에 매켄지는 개혁 신문 "램턴 쉴드"의 편집자가 되었고, 1861년 회의로 선출되었다.
그는 연방을 위한 강요를 뒷바침하여 1867년 캐나다 하원으로 선출되었다. 후에 매켄지는 또한 온타리오 입법부에 앉아 이중 지방 연방 대표가 폐지될 때까지 에드워드 블레이크의 지방 정부에서 한동안 회계원을 지냈다. 이후 그는 사망할까지 하원에 앉았다.

## 총리 재임
자신이 활동적으로 사무직을 추구하지 않았어도 매켄지는 자신이 자유당 당수가 된 1873년 3월 충분히 잘 알려지고 존경을 받았다. 그해 11월 그는 존 알렉산더 맥도널드 경의 정부가 태평양 스캔들에 의하여 무너진 후, 캐나다에서 첫 연방 자유당 행정부를 형성하였다. 정부를 형성한 후, 거의 즉시 매켄지는 선거를 불렀다. 1874년 1월 태평양 스캔들이 보수당의 행운들을 억누르면서 자유당은 큰 다수를 이겼다.
적은 상상력을 빼고 탁월한 무결성의 근면적인 매켄지는 공공 사업의 자신 소유 장관을 지냈다. 자기 자금 조달 기준에 대륙횡단철도를 건설하는 그의 시도는 약간의 공공 후원을 빼고 어떤 성공과 만났다. 많은이들은 하원에서 그의 리더십으로부터 낙담된 그의 공공 사업 자산 선택에서 그의 근민을 느꼈다.
그럼에 불구하고, 자신의 짧은 재직 기간에 캐나다 대법원과 감사 총장실이 창조되었고, 캐나다의 근대 선거 제도를 위한 기초가 마련되었다. 1874년 자치령 선거 법령은 비밀 투표를 위한 법률과 다른 개혁들 중에 하원으로 선거를 추구하는 후보들을 위한 해임을 창조하였다.
맥도널드의 보수당은 그에 의하여 제안된 국민 정책의 논점에 싸워진 1878년 선거에서 매켄지의 자유당을 꺾는 데 다시 포효하였다. 매켄지 자신은 자신의 선거권자에서 재선되었으나 좁게 만이었다.

## 이후의 세월
매켄지는 에드워드 블레이크의 호의에 자신이 물러나는 데 이끈 위협된 당의 반란과 건강이 쇠퇴할 때까지 또다른 19 개월 동안 자유당의 당수로 남아있었다. 그는 자신의 사망까지 하원에서 의석을 보유하였다.
자신의 근로자 계급 감성에 충실했던 그는 영국으로부터 몇몇의 기사 작위 제공들을 거부하였다. 자신의 퇴직에 〈조지 브라운 각하의 인생과 연설들〉 (1882년)을 포함하여 자신의 일생 동안 그는 몇몇의 책들을 저서하였다. 일찍이 매켄지는 화재 보험 비지니스를 창설하였고, 총리로서 자신의 기간 후에 그는 성공적으로 생명 보험으로 확장하여 북아메리카 생명 보험 회사의 초대 회장이 되었다.

## 사망
1892년 4월 17일 매켄지는 70세의 나이로 토론토에서 사망하였다. 그는 온타리오주 사니아에 있는 레이크뷰 묘지에 안장되었다.

## 역대 선거 결과
| 선거명      | 직책명                        | 대수 | 정당          | 득표율   | 득표수  | 결과 | 당락                      |
| ----------- | ----------------------------- | ---- | ------------- | -------- | ------- | ---- | ------------------------- |
| 1867년 선거 | 하원의원 (램턴 선거구)        | 1대  | 캐나다 자유당 | 0%       | 1,999표 | 1위  | 램턴 하원의원 당선        |
| 1872년 선거 | 하원의원 (램턴 선거구)        | 2대  | 캐나다 자유당 | 0%       | 2,190표 | 1위  | 램턴 하원의원 당선        |
| 1873년 선거 | 하원의원 (램턴 선거구)        | 2대  | 캐나다 자유당 | 단독후보 | 무투표  | 1위  | 램턴 하원의원 당선        |
| 1874년 선거 | 하원의원 (램턴 선거구)        | 3대  | 캐나다 자유당 | 단독후보 | 무투표  | 1위  | 램턴 하원의원 당선        |
| 1878년 선거 | 하원의원 (램턴 선거구)        | 4대  | 캐나다 자유당 | 0%       | 2,707표 | 1위  | 램턴 하원의원 당선        |
| 1882년 선거 | 하원의원 (요크 이스트 선거구) | 5대  | 캐나다 자유당 | 0%       | 1,857표 | 1위  | 요크 이스트 하원의원 당선 |
| 1887년 선거 | 하원의원 (요크 이스트 선거구) | 6대  | 캐나다 자유당 | 0%       | 2,552표 | 1위  | 요크 이스트 하원의원 당선 |
| 1891년 선거 | 하원의원 (요크 이스트 선거구) | 7대  | 캐나다 자유당 | 0%       | 3,003표 | 1위  | 요크 이스트 하원의원 당선 |